# Schmücker-Prozess
Der Schmücker-Prozess bestand aus insgesamt vier Strafverfahren, in denen der Mord an Ulrich Schmücker aufgeklärt werden sollte, einem Terroristen und V-Mann des West-Berliner Verfassungsschutzes. Er war der längste Strafprozess in der Geschichte der Bundesrepublik Deutschland, begann 1976 und endete nach 15 Jahren 1991 mit der Einstellung des Strafverfahrens, nachdem an insgesamt 591 Tagen verhandelt worden war.
Der Prozess gilt als Justizskandal, da das Verfahren – wie offiziell festgestellt – vom Verfassungsschutz und mindestens zwei Staatsanwälten vielfach manipuliert und massiv behindert wurde, etwa durch Unterdrückung von Beweismitteln, wodurch die gerichtliche Aufklärung unmöglich wurde.
Unter anderem war die Tatwaffe, eine Luger-Pistole, am Tag nach dem Mord in die Hände des Verfassungsschutzes gelangt, wo sie anschließend für 15 Jahre in einem Tresor versteckt und dies absichtlich vor den Strafverfolgungsbehörden verheimlicht wurde. In den ersten Verfahren wurden jeweils mehrere Unschuldige zu teilweise lebenslangen Haftstrafen verurteilt, vor allem auf der Basis falscher Zeugenaussagen eines selbst Tatverdächtigen. Im Laufe des Verfahrens wurde dessen Glaubwürdigkeit schwer erschüttert und von den Verteidigern der begründete Verdacht erhoben, dass der Zeuge selbst für den Verfassungsschutz arbeiten könnte, was jedoch ungeklärt blieb. Zudem wurde bekannt, dass der Verfassungsschutz jahrelang einen der beteiligten Verteidiger illegal ausspioniert hatte.
Der Mord an Schmücker konnte letztendlich juristisch nicht aufgeklärt werden. Die Verantwortlichen für die Manipulationen wurden geheimdienstlich gedeckt. Teilweise wird vermutet, dass diese Protektion bis in die Gegenwart andauert, um eine nachträgliche Aufklärung des Falls zu verhindern. Nach Überzeugung des Gerichts im vierten und letzten Prozess war der Verfassungsschutz erheblich mitschuldig am Tod Ulrich Schmückers, nach all den nachgewiesenen Manipulationen sei aber eine gerichtliche Aufklärung nicht mehr möglich.
Der Terrorismusforscher Wolfgang Kraushaar bilanzierte zu dem Fall im Jahr 2010:

„Die Tatsache, dass es auch in vier Prozessen nicht gelungen ist, ihn zu klären und die Täter ebenso wie die dafür Verantwortlichen zu verurteilen, ist ein Schandfleck – nicht nur der bundesdeutschen Justiz, sondern des Rechtsstaates insgesamt.“

Auf der Tatwaffe hätten sich Kraushaar zufolge lediglich die Fingerabdrücke von Verfassungsschutz-V-Mann Volker Weingraber und dessen V-Mann-Führer Michael Grünhagen befunden. Selbst der damalige Leiter des Berliner Verfassungsschutzes habe deshalb nicht mit Sicherheit ausschließen können, dass der Mord von einem seiner eigenen V-Männer verübt worden war, da der die Waffe übergebende Weingraber für die Tatzeit kein Alibi gehabt hätte.

## Ulrich Schmücker

### Vorgeschichte
Ulrich Schmücker (* 4. August 1951 in Hagen; † 5. Juni 1974 im West-Berliner Grunewald) war ein Terrorist und V-Mann.
In Castrop-Rauxel, wohin die Familie gezogen war, besuchte Ulrich Schmücker das Adalbert-Stifter-Gymnasium. Er zeigte Begabung für Sprachen, für geisteswissenschaftliche Fächer und für Musik. Als der Vater pensioniert wurde, verzog man nach Bad Neuenahr-Ahrweiler. Am dortigen Peter-Joerres-Gymnasium legte Ulrich 1971 das Abitur ab. Er wollte eigentlich Pfarrer werden und engagierte sich in der evangelischen Kirchengemeinde von Bad Neuenahr. Als Austauschschüler hatte er ein Jahr in den USA gelebt und sich von der Kriegsbegeisterung der US-Amerikaner zur Zeit des Vietnamkriegs abgestoßen gezeigt. Im August 1971 ging er als Student nach Berlin-Kreuzberg und schrieb sich an der FU Berlin für Geschichte und Ethnologie ein. Über eine anarchistische „Schwarze Hilfe“, die Strafgefangene betreute, kam er im Oktober 1971 bei einer Flugblattaktion an der TU Berlin mit Mitgliedern der Bewegung 2. Juni in Kontakt und schloss sich dieser linksextremistischen Terrororganisation 1972 an.
Bevor er seinen Plan, eine Bombe am türkischen Generalkonsulat in Bonn anzubringen, ins Werk setzen konnte, wurden er und drei weitere Terroristen der Bewegung 2. Juni – Inge Viett, Wolfgang Knupe und Harald Sommerfeld – im Rahmen einer polizeilichen Routinekontrolle am 7. Mai 1972 nachts auf einem Parkplatz vor dem Kaufhaus „Moses“ in Bad Neuenahr-Ahrweiler festgenommen. In ihrem Fahrzeug wurde Sprengstoff sichergestellt.

### Tätigkeit für Michael Grünhagen
In der Untersuchungshaft konfrontierte der Verfassungsschutz-Oberamtsrat Michael Grünhagen (unter dem Decknamen „Peter Rühl“) Schmücker mit angeblichen Aussagen eines Komplizen. Nach fünf Wochen Haft legte Schmücker daraufhin ein Geständnis ab. Teile davon diktierte ihm Grünhagen. Schmücker wurde zu einer Freiheitsstrafe von 30 Monaten verurteilt, kam jedoch auf Grünhagens Intervention „aus gesundheitlichen Gründen“ nach neun Monaten in der Justizvollzugsanstalt Diez wieder frei. Grünhagen plante, ihn als „Lockvogel“ für Inge Viett und Ralf Reinders einzusetzen.

### Einsatz als V-Mann
Ulrich Schmücker, der unter dem Decknamen „Kette“ mit Rühl alias Grünhagen in Verbindung bleiben wollte, kehrte als V-Mann unter falschem Namen in die linke Szene zurück. Auszüge aus dem Geständnis Schmückers gelangten jedoch ebenfalls in das Milieu. Schmücker wurde nach einiger Zeit von einem Mitbewohner enttarnt. Seine Lebensgefährtin brach die Beziehung ab. Obwohl Schmücker verzweifelt versuchte, sich zu rechtfertigen, wandten sich immer mehr Mitglieder der Szene von ihm ab. Auch von Grünhagen wurde Schmücker massiv bedroht, als er sein Geständnis widerrufen wollte.
Der ebenfalls mit Grünhagen in Kontakt stehende Verbindungsmann Götz Tilgener, der Schmücker bei der Rückkehr in das linksradikale Milieu unterstützte, überreichte ihm Ostern 1974 einen Fragebogen. Dies war mit Ilse Schwipper, die seinerzeit Ilse Jandt hieß, abgesprochen. Darin nahm Schmücker Stellung zu seinem damaligen Geständnis und seinen Gesprächen mit dem Verfassungsschutz. Ihm wurde eröffnet, dass er eine Chance erhalte und sich in der IRA bewähren müsse. Die Beteiligten Tilgener, Jandt und Schmücker trafen sich in der Schänke „Tarantel“, in der der V-Mann des Verfassungsschutzes Volker Weingraber kellnerte.

### Ermordung
Am 31. Mai 1974 teilte Schmücker Grünhagen mit, dass er bedroht sei, und bat um eine Schusswaffe. Grünhagen lehnte dies ab. Am Morgen des 4. Juni 1974 wurde Grünhagen erneut die Bedrohungslage mitgeteilt, diesmal jedoch von Weingraber. Weingraber erzählte Grünhagen, dass mehrere potentielle Todesschützen seinen VW-Bus geliehen hätten. Grünhagen, der bis dato keine Skrupel vor Observationen hatte, lehnte ab, den VW-Bus zu überwachen. Im späteren Tagesverlauf erbat sich auch Schmücker ein Treffen mit Grünhagen. Ob dieses noch stattfand, blieb bis heute unaufgeklärt. Gegen 22:15 Uhr wurde Schmücker in Begleitung zweier bis heute nicht identifizierter Männer im leerstehenden Hotel „Rheingold“, einen Kilometer von der Krummen Lanke entfernt, gesehen.
Am Morgen des 5. Juni 1974 gegen 00:15 Uhr wurde Ulrich Schmücker sterbend von einem mit einer militärischen Übung befassten US-Soldaten im Grunewald an der Krummen Lanke in West-Berlin aufgefunden. Ihm war mit einer Pistole 08, Kaliber 9 mm, in den Kopf geschossen worden. Nur wenige Stunden zuvor hatte der Berliner Verfassungsschutz eine Observation Schmückers aus bis heute ungeklärten Gründen abgebrochen.

## Ereignisse nach der Ermordung

### Das Verschwinden der Tatwaffe
Wie sich erst später herausstellte, traf sich kurz darauf der unter dem Decknamen „Wien“ agierende Verbindungsmann Volker Weingraber mit einem leicht korpulenten, etwa 35 Jahre alten Mann, der sich „Steinecker“ nannte, vor dem „Drugstore“. Bei „Steinecker“ handelte es sich um Michael Grünhagen. Weingraber wollte Grünhagen die Tatwaffe, die er vom Täter erhalten haben wollte, und zwei dazugehörige Magazine übergeben – zu einem Zeitpunkt, als der tödlich verwundete Schmücker noch lebte. Grünhagen lehnte jedoch vorerst noch ab. Erst 24 Stunden später, am 6. Juni 1974, kam die Übergabe zustande. Die Waffe verschwand anschließend 15 Jahre lang in einem Tresor in einem Gebäude des Verfassungsschutzes in der Clayallee.

### Ermittlungen
Etwa 15 Stunden nach der Tat wurde Grünhagen in die Ermittlungen einbezogen, woran sein Chef Franz Natusch und Bürgermeister und Innensenator Kurt Neubauer erheblich mitwirkten. Grünhagen manipulierte die Ermittlungen, indem er später gezielt den Verdacht gegen die späteren Verdächtigen aus Wolfsburg lenkte und dafür sorgte, dass die Tätigkeit des Verfassungsschutzes geheim blieb. Auch mit Staatsanwalt Jürgen Przytarski arbeitete Grünhagen eng zusammen. In der Folgezeit wandte das Duo – später als Trio mit Wolfgang Müllenbrock – dem Rechtsstaat deutlich widersprechende Mittel an, um die Wolfsburger Verdächtigen zu belasten. Es wurden unter anderem Zeugen präpariert und Beschuldigte rechtswidrig zu Aussagen gezwungen. Der zunächst als Hauptzeuge vorgesehene V-Mann Götz Tilgener starb im Juli 1975 an einem akuten Stoffwechselzusammenbruch infolge fortgesetzten Nikotin-, Alkohol- und Medikamentenmissbrauchs. Auch er war mittlerweile in der Szene unter Verdacht geraten und hatte Morddrohungen erhalten.

### Bekennerschreiben
Am 6. Juni erhielt die Frankfurter Rundschau ein Bekennerschreiben des „Kommando Schwarzer Juni“. Die Gruppe habe als Kommando der „Bewegung 2. Juni“ den Konterrevolutionär und Verräter Ulrich Schmücker hingerichtet. Dem Schreiben nach sei Schmücker von einem Tribunal der Bewegung 2. Juni wegen seiner Aussagen vor Staatsschutzbehörden der BRD zum Tode verurteilt worden.

### Verdächtigte
Wegen Schmückers Kontakten zur Kommune Bäckergasse in Wolfsburg-Heßlingen gerieten deren Angehörige schnell in Verdacht, an dem Mord beteiligt gewesen zu sein. Noch 1974 wurden mehrere Verdächtige dieses Kreises festgenommen. Es handelte sich neben der 37-jährigen Ilse Schwipper um eine 18-Jährige und vier Männer zwischen 18 und 21 Jahren. Aussagebereitschaft zeigte nur der 21-jährige Jürgen Bodeux. Im September 1974 legte er in Berlin im Gefängnis gegenüber Staatsanwalt Jürgen Przytarski und Grünhagens Stellvertreter „Seifert“ ein Geständnis ab und wurde zum Kronzeugen im kommenden Prozess.

## Strafverfahren
Die Aussage von Jürgen Bodeux reichte der Staatsanwaltschaft, um vor der 7. Großen Strafkammer des Berliner Landgerichts Anklage zu erheben. 

### Erster Prozess
Am 6. Februar 1976 begann der Prozess wegen Mordes gegen die sechs Beschuldigten.
Das Verfahren wurde zuerst auf 15 Verhandlungstage terminiert, dauerte aber letztlich 37 Tage.
Bodeux behauptete, die Tatwaffe besorgt und mit der Hauptangeklagten Ilse Schwipper den Tatort ausgewählt zu haben. Er bestritt jedoch, selbst geschossen zu haben. Ilse Schwipper wurde im Juni 1976 zu einer lebenslangen Freiheitsstrafe, die Mitangeklagten zu Jugendstrafen zwischen vier und acht Jahren verurteilt. Kronzeuge Jürgen Bodeux erhielt eine Jugendstrafe von fünf Jahren, die er annahm und von der er zweieinhalb Jahre absitzen musste. Die anderen Verfahrensbeteiligten legten Revision ein.
Der für die Revision zuständige Bundesgerichtshof hob das Urteil 1977 auf. Neben dem Verfassungsschutz hielten auch die Staatsanwälte Jürgen Przytarski und Wolfgang Müllenbrock Beweismittel, insbesondere über die Rolle des Verfassungsschutzes, zurück. Diese gelangten erst im vierten Prozess ans Tageslicht.

### Zweiter Prozess
Der zweite Prozess dauerte 109 Verhandlungstage. Das Urteil im Juli 1979 war fast identisch mit dem Urteil des ersten Prozesses. Im Oktober 1980 hob der Bundesgerichtshof auch dieses Urteil auf: Das Fragerecht von Verfahrensbeteiligten sei vom Gericht in unzulässiger Weise beschnitten worden.

### Nach dem Zweiten Prozess: Enttarnung von Grünhagen
Der für den Einsatz des Verfassungsschutzes verantwortliche Beamte Michael Grünhagen wurde 1980 in einem anderen Zusammenhang enttarnt.
Der Kronzeuge Reiner Hochstein im Lorenz-Drenkmann-Verfahren um die Ermordung des Berliner Kammergerichtspräsidenten Günter von Drenkmann war von Grünhagen ähnlich wie damals Schmücker zu einer Aussage gebracht worden. Grünhagens Plan scheiterte. Im Mai 1980 veröffentlichte die Zeitschrift konkret ein Bild von Grünhagen. Der Verfassungsschutzmann wurde durch den Angeklagten Andreas Vogel erkannt. Auch Grünhagens Privatadresse in Berlin-Britz sowie seine Funktion als Elternvertreter an einer Gesamtschule wurden im Prozess von der Verteidigung öffentlich genannt. Der Verfassungsschützer musste untertauchen. Der Mord an Drenkmann blieb unaufgeklärt.
Nachdem er sich längere Zeit in Österreich und Pullach aufgehalten hatte, entschied sich Grünhagen, in Berlin zu bleiben. Dabei wechselte er von der Abteilung für Terrorismus zur Abteilung für Ausländerextremismus. Seinen Namen änderte der Verfassungsschutzmann in Michael Wegner und er zog in eine Villa im Stadtteil Berlin-Gatow. Dabei wurde er von der Tarnmittelstelle des Verfassungsschutzes in Hamburg unterstützt.

### Dritter Prozess
Der dritte Prozess dauerte von Mai 1981 bis 3. Juli 1986, verhandelt wurde an 391 Tagen. Es wurde immer offensichtlicher, dass der Verfassungsschutz in den Mord involviert war. Dabei wurde jedoch nicht das Ausmaß der Verstrickungen klar. Die Wolfsburger Kommunarden wurden erneut wegen gemeinschaftlichen Mordes verurteilt.
Erneut hob der Bundesgerichtshof im März 1989 das Urteil auf. Der Hintergrund Bodeuxs, des einzigen Belastungszeugen, war so nebulös, dass er nicht uneingeschränkt glaubwürdig war. Es war unklar, ob Bodeux nicht etwa selbst für den Verfassungsschutz tätig war. Die Strafverteidiger recherchierten im Prozess vieles, was darauf hindeutete. Bodeux sowie die anderen Mitglieder der Wolfsburger Kommune hatten vor dem Mord regelmäßigen Kontakt zu Volker Weingraber, in dessen Wohnung sie sich oft trafen.

### Nach dem Dritten Prozess
Im Oktober 1986 berichtete der Spiegel, dass Volker Weingraber selbst mehr als sieben Jahre lang für den Verfassungsschutz tätig gewesen war. Dieser lebte inzwischen mit einer Million Deutscher Mark, die als „Schweigegeld“ aus der Berliner Landeskasse gezahlt wurden, auf einem italienischen Weingut.
1988 wurde bekannt, dass der Verfassungsschutz jahrelang den Verteidiger Philipp Heinisch ausspioniert hatte. Dies geschah durch einen „Christian Hain“, der von Grünhagen nach dem Mord in die Anwaltskanzlei eingeschleust worden war. Grünhagen hatte die Informationen an die Staatsanwälte Przytarski und Müllenbrock weitergereicht. Die Spionagetätigkeit gelangte nun an die Öffentlichkeit. Der Untersuchungsausschuss des niedersächsischen Landtages zum „Celler Loch“ vermutete unterdessen, dass „Christian Hain“ in einen Sprengstoffanschlag im Juli 1978 verwickelt war, der vom niedersächsischen Verfassungsschutz organisiert worden war und der dazu dienen sollte, Spitzel in die Rote Armee Fraktion (RAF) zu bringen.
Im Mai 1989 tauchte die Tatwaffe in einem Tresor des Verfassungsschutzes auf.

### Vierter Prozess
Der vierte Prozess begann im April 1990. Am 28. Januar 1991 wurde das Verfahren nach 54 Verhandlungstagen eingestellt.
Ingeborg Tepperwien, damals Vorsitzende Richterin der 18. Strafkammer, begründete die Einstellung mit „Mitwirkung und Einwirkung des Landesamtes für Verfassungsschutz“. Nach Überzeugung des Gerichtes war der Verfassungsschutz erheblich mitschuldig am Tod Ulrich Schmückers. Grünhagen sei insoweit schuldig, als er mindestens den Mord an Schmücker nicht verhindert habe. Das Verfahren sei von Anfang an ungerecht gewesen. Die Verurteilten erhielten Haftentschädigung.
Weil die prozessführende Staatsanwaltschaft Berlin gegen das Einstellungsurteil kein Rechtsmittel einlegen wollte, wurde sie durch eine entsprechende Anweisung der Generalstaatsanwaltschaft hierzu gezwungen. Nachdem der damalige Generalstaatsanwalt beim Kammergericht in den Ruhestand getreten war, nahm die Staatsanwaltschaft ihre Revision zurück, so dass das Urteil rechtskräftig wurde.
Wer Ulrich Schmücker getötet hat und ob der Täter aus den Reihen von Linksradikalen oder dem Verfassungsschutz stammte, ist bis heute ungeklärt geblieben.

### Weiterer Verbleib von Grünhagen
Grünhagen, der nun schutzlos war, wurde in der Folgezeit bedroht. Im NDR-Magazin Panorama wurde im Oktober 1987 ein Brief mit folgendem Inhalt veröffentlicht: „Ehe Grünhagen erneut, diesmal vielleicht für immer, untertaucht, muß gehandelt werden.“ Bald darauf starb Grünhagen angeblich an Hautkrebs. Der Pressereferent des Innensenators Hans F. Birkenbeul gab kurze Zeit später an, Grünhagen sei „am 19. Januar 1988 gestorben und […] am 26. Januar 1988 beerdigt“ worden. Die angebliche Beerdigung wurde in keinem Friedhofsbuch in Gatow eingetragen. Auch im Sterberegister West-Berlins war Grünhagen laut einer Recherche von Verteidiger Bernd Häusler im Frühjahr 1988 nicht verzeichnet.